# Bolborhynchus orbygnesius
Bolborhynchus orbygnesius là một loài chim trong họ Psittacidae.